# Богуд
Богуд (* д/н — 31 до н. е.) — цар Мавретанії з 49 та 38 року до н. е., учасник громадянської війни у Римі у 44-31 років до н. е.

## Життєпис
Син царя Бокха I. Замолоду його разом з братом Бокхом було вигнано з Мавретанії. Про цей період достеменно немає відомостей. У 49 році до н. е. Богуд повернувся на трон. Він розділив з Бокхом II владу над Мавретанією. Богуд отримав землі на захід від ріки Мулух.
Під час громадянської війни між цезаріанцями та помпеянцями підтримував перших. У 47 році до н. е. переправився на допомогу Лепіду, який врегульовував повстання в провінції Дальня Іспанія проти намісника Квінта Кассія Лонгіна. Допоміг Цезарю під час військової кампанії в Африці у 46 році до н. е. Зокрема надав підтримку Публію Сіттію, а згодом атакував відступаючі війська нумідійського царя Юби I. Вважалося, що його дружина Евноя була коханкою Цезаря під час перебування того в Африці.
Видатну роль Богуд зіграв у військовій кампанії 45 року до н. е. проти Гнея Помпея Магна Молодшого в Іспанії. Він вирішив битву при Мунді тим, що напав на табір ворогів і змусив Лабієна залишити поле битви та звернутися проти нього.
У міжусобній війні між Антонієм і Октавіаном він був на боці першого, але втратив в 38 році до н. е. під час походу до Іспанії проти прихильників Октавіана своє царство, яке дісталося його братові. Після битви при Акції у 31 році до н. е. він загинув у боротьбі проти Віпсанія Агріппи при облозі Мефона, який він було зайняв.